# Zams
Zams é um município da Áustria, situado no distrito de Landeck, no estado do Tirol. Tem 124,97 km² de área e sua população em 2019 foi estimada em 3.406 habitantes.